# カンプチア王国民族連合政府
カンプチア王国民族連合政府（カンプチアおうこくみんぞくれんごうせいふ、フランス語: Gouvernement Royal d'Union Nationale du Kampuchéa、GRUNKと略される）とは、1970年から1976年まで北京に存続していたカンボジアの亡命政府である。この政府は実際に、1975年から1976年までカンボジアを統治していた。
カンプチア王国民族連合政府はカンプチア民族統一戦線、亡命していた国家元首ノロドム・シハヌークの支持者、そしてカンボジア共産党（シハヌーク自らが命名したクメール・ルージュという名で広く知られる）の連立によって成立した。それは1970年のカンボジアクーデターによってシハヌークが追放された直後に、シハヌークのサンクム（人民社会主義共同体）政府を相手に戦ってきた数百のクメール・ルージュ反乱者や、中国の支持と共に創られた。

## カンプチア王国民族連合政府の形成
1970年3月、シハヌークは、ロン・ノル首相やシリク・マタク副首相、そしてイン・タム国会議長といった、自身が元首を務める政府内の右派勢力が指導するクーデターで追放された。クーデター時にはシハヌークは外遊中であり、3月23日に北京においてラジオで国民に民族統一戦線の設立を宣言し、クーデターに対して大規模な蜂起を呼び掛けた。
シハヌークが亡命政権形成に至った経緯についての当時の説明は、後に解説されたものと内容が異なっている。当初の説明では彼は、モスクワから北京に向かう飛行機の中で、民族連合政府の形成を決意し、そしてラジオ宣言の3日後、1960年代にシハヌークのサンクムに参加していた「クメール・ルージュを指導する…3人の卓越した知識人」、フー・ユンとフー・ニム、そしてキュー・サムファンからメッセージを受け取り喜んだ、と述べている。
実際は、シハヌークは次にどこに移動するのか不明確なまま北京に到着し、3月21日に北ベトナムの首相ファム・ヴァン・ドンや周恩来との極秘会談を行った。周はかねてからシハヌークの支持者であった。シハヌークは最終的に、それまでの数十年と同様に、カンボジア国内の共産主義者と手を組む決意をした。彼自身のプライド、ロン・ノルへの復讐心、そしてクーデターに於けるアメリカ合衆国の介入疑惑がこの決定を後押ししたと指摘されている。後にシハヌークは述べた。「アメリカ人や共産主義者とは組まないと、私は選択していた…しかし私に彼らのどちらかを選ぶように強いたのは、ロン・ノルだった」。
カンプチア王国民族連合政府は5月5日に正式に発表され、直ちに中国によって承認された。
シハヌーク下のカンプチア王国民族連合政府の形成は、クメール・ルージュ指導部に対し、国際的な承認、そしてカンボジア農民の支持という2つを獲得する道を与えた。カンボジアの農民は完全な王党派・保守派だったのであるが、シハヌークを追放したロン・ノルのクメール共和国を相手に戦っていたため、民族連合政府の支持に回った。地方のカンボジア人は、シハヌークの名前に引き付けられ、またアメリカの爆撃に起因する惨事に怒っていたため民族連合政府に接近し、クメール・ルージュは一気に膨張した。シハヌークにしてみれば、共産主義者の支持で力を回復することによって、北ベトナム（北ベトナム軍がカンボジアの地方部を占領していたのであったが）の、そして中国の支援を確保する為の試みを続ける事ができるようになった。しかしながら、クメール・ルージュ内部のより強硬な勢力が、シハヌークの最終的な除去を求め得る事は、シハヌークも意識していたと考えられる。従って、彼の計画は「国家の統一」運動にアメリカの支持を取り付ける事に成否が掛かっていた。ニクソン政権がロン・ノルを支持すると表明していたので、これは勝ち目のうすい博打であった。

## 構成
政府はシハヌークを元首として擁立した。首相は、法律家でベテランの中道派政治家にして、シハヌークの政治顧問、ペン・ヌートが務めた。彼は何度かフランス植民地体制とサンクムの下で職務を務めた。キュー・サムファンはカンボジアの「解放区」に残って、カンプチア王国民族連合政府が亡命政府でないと主張する事を容認していたが、副首相、防衛大臣、そしてカンプチア王国民族連合政府の軍隊の長となった。フー・ニムが情報大臣を務める一方で、フー・ユンは共産主義者の間で人気があって比較的自由主義的な人物だと認識されていたので、協同組合大臣を含む幾つかの地位を与えられた。ヌート、サムファン、ユン、そしてニムは皆カンボジア人の間で高い人気を保っていた。特に最後の2人は屡々地方部の農民に訴えかける効果を発揮した。
軍事力としてはカンボジア人民民族解放軍（CPNLAF）を保有した。しかし、軍隊の指揮権はサロット・サルにあった。彼のクメール・ルージュのシニア・レベル（ヌオン・チア、ソン・セン、そしてイエン・サリの場合と同様に）での存在は、基本的に秘密を保たれた。 
シハヌークのクメール・ルージュ指導部との関係は寧ろ緊張していた。ユン、ニム、サムファンはサンクムの議員をしていた時に、長い間シハヌークに嫌われて非難された経験を持っていたので、シハヌークは特にイエン・サリに対し、個人的な嫌悪感を持っていた。サリはシハヌークを権力下に留めておくという明確な使命を1971年にハノイから割り当てられた。シハヌークは繰り返して（そしてかなり間接的に）サリが北ベトナムの協力者であると訴えて、彼に強制的にフランス大使館から得られた「きわどい」映画を座って観賞する様にした。シハヌークはサリに不愉快な気分を味わわせる事を楽しんでいた。サリはシハヌークに対し、王室の取り巻きや、シハヌークとペン・ヌートとの間に不和を生じさせようと試みた。
| 職名                         | 氏名 | 氏名                     | 就任      | 退任      | 出身党派           | 備考                         |
| ---------------------------- | ---- | ------------------------ | --------- | --------- | ------------------ | ---------------------------- |
| 国家元首                     |      | ノロドム・シハヌーク殿下 | 1970年5月 | 1976年4月 |                    | 元国王、在北京               |
| 首相                         |      | ペン・ヌート             | 1970年5月 |           | シアヌーク派       | 元首相、在北京               |
| 副首相兼国防大臣             |      | キュー・サムファン       | 1970年5月 |           | クメール・ルージュ | 元サンクム左派議員、在解放区 |
| 情報・宣伝大臣               |      | フー・ニム               | 1970年5月 |           | クメール・ルージュ | 元サンクム左派議員、在解放区 |
| 内務・農村改革・協同組合大臣 |      | フー・ユン               | 1970年5月 |           | クメール・ルージュ | 元サンクム左派議員、在解放区 |
| 外務大臣                     |      | サリン・チヤーク         | 1970年5月 |           |                    | 元駐エジプト大使、在北京     |
| 司法・司法改革大臣           |      | ノロドム・プリサラ殿下   | 1972年3月 |           |                    | 王族、元閣僚                 |
| 公衆衛生大臣                 |      | チウン・チウーン         | 1970年5月 |           |                    | 元プノンペン医学院長         |
| 公共事業・電信・再建大臣     |      | チチ・プーン             | 1970年5月 |           |                    | 技師                         |
| 宗教・社会問題大臣           |      | チュー・チェット         | 1970年5月 |           |                    | 元僧侶                       |
| 人民教育・青年大臣           |      | イエン・チリト           | 1970年5月 |           | クメール・ルージュ | イエン・サリ夫人、大学教授   |
| 副首相府特別顧問             |      | イエン・サリ             | 1970年5月 |           | クメール・ルージュ | 国内政府北京特使、在北京     |

## クメール・ルージュによる権力奪取
1973年3月に、カンボジア人民解放軍が軍事的成功を収め、シハヌークは「解放された」区域を訪問した。サムファン、ユン、フー・ニム（サロット・サルの場合と同様に、シハヌークは後者の年長者を知らなかったと思われる）と共に写真に写った。アメリカ合衆国は直ちにその写真を偽造であるとして退けた。「3人の幽霊」として知られる3人の上級幹部は、1960年代にシハヌークの警察によって殺害されたと断定されていた。後に映像が公開され、「3人の幽霊」は実際に生きていると証明された。
訪問中、シハヌークは意図的に農民から距離を取っていたが、クメール・ルージュ指導部はシハヌーク登場が歓迎されて大衆的追従が発生する事に深刻に悩んでいる様だった。1973年の間は、「解放された」領域に居たシハヌーク派の地方役人や軍の司令官は、北ベトナムと強い関係を持っていた幹部と同様に、静かに動き始めた。政治的洗脳は、一度シハヌークを封建的君主として糾弾するという形で始まった。1974年までに南西部の強硬路線軍（タ・モクの支配下にあった）が自分達をクメール・ランボーではなくクメール・ルージュと特定し始めた。抑制と強制的な集団化は「解放された」地域、特にカンボジア西部で増え始めた。そこはクメール・ルージュの反ベトナム派や民族主義者が支配していた。フー・ユンは集団化の速度を批判した為、困難な状況を引き起こした。「王国の」（クメール語: Reach）という表現は、直ちにカンプチア王国民族連合政府の宣言によって取り除かれた。
公の場では、（欧米の支持者の利益の為に）キュー・サムファンが「スウェーデンの首相と基本的なイデオロギーを共有していた社会主義者だった」と述べて、シハヌークはカンプチア王国民族連合政府の性質に対して楽観的な態度を取った。しかしながら、アメリカ政府は彼と交渉する事を拒み続けた。非公式な場においては、イタリア人ジャーナリストのインタビューで「クメール・ルージュは桜の種の様に私を吐き出すだろう」と述べるなど、シハヌークはクメール・ルージュの意図に深刻な懸念を持っていることを表明していた。中国の国務院総理周恩来は、フランス大使エティエンヌ・マナシュに、アメリカ人がシハヌークを無視する事や、ロン・ノル軍を支援する為の空爆の継続は、結果的に戦争をより遙かに強い暴力へと導くと忠告した。これらの忠告にも拘わらず、アメリカはシハヌークを無視し続けた。そして中国人は躊躇いながらも、徐々に直接的な支持をクメール・ルージュのみに向け始めた。

## プノンペン陥落後
1975年4月のクメール・ルージュのプノンペン侵攻までには、共産主義者は強固にカンプチア王国民族連合政府を操っていた。そしてカンボジアとの接触は効果的に遮断された。シハヌークはプノンペン陥落さえ、直接には伝えられなかった。彼は直ちに厳しい不安を抱えながら北朝鮮の平壌に向かったが、信頼関係にあった周恩来によって、カンボジアの国家元首として帰国する様に説得された。
シハヌークはプノンペンで儀礼的な歓迎を受けたが、町を観察して深くショックを受けた。彼の「擁護者」周恩来が1976年1月に死去した事は、シハヌークの立場を更に弱くし、周恩来に対抗して康生が支援していたポル・ポトが中国と北朝鮮の後ろ盾を得ることになる。外国のラジオを通じてクメール・ルージュの人権侵害を知った後、彼は1976年4月に帰国した。彼自身の記述によると、クメール・ルージュ指導部は、直ちにサリを派遣して、シハヌークに留まるように説得しようと試みたが、シハヌークが辞任すると言って譲歩しないので、彼を効果的な自宅軟禁にした。キュー・サムファンが元首になったが、彼も同様に追放された。「民主カンプチア」の議会下院最初の会合は、1976年4月11日から13日まで行われた。ここで事前には殆ど知られていなかった「ゴム農場の労働者」ポル・ポトを、首相に指名する事が確認された。ポル・ポトは、後に、元ジャーナリストでクメール・ルージュの強硬派幹部サロット・サルと同一人物であると暴露された。
シハヌークの従兄弟で、1976年に再教育センターで拷問され、殺害されたと思われる左派のノロドム・プリサラ殿下やカンプチア王国民族連合政府で法務大臣を務めてトゥール・スレンで殺害されたシェ・サンの様に、彼はカンプチア王国民族連合政府での生き残っているシハヌーク派の殆どは直後に処刑された。ペン・ヌートだけがこういう結末を逃れられた。カンプチア王国民族連合政府の一員だったクメール・ルージュの主要なメンバーだったフー・ユンは、1975年までには行方不明となり、1976年までには殆ど死亡していると考えられた。共産主義の知識人フー・ニムとチャウ・センは1977年にトゥール・スレンで「粛清」され、処刑された。キュー・サムファンは、恐らく彼の役割が主に記号的に過ぎなかったが、ポル・ポトに対する揺るぎない忠義を持っているという評判によって保護され、クメール・ルージュの元首を続けていた。

## 民主カンプチア崩壊後の出来事
1978年のベトナムによる侵略やクメール・ルージュの敗北、その後のカンプチア人民共和国設立の後に、シハヌークはクメール・ルージュ指導部によって、国連で民主カンプチアの状況を説明する様に求められた。シハヌークはクメール・ルージュが大量虐殺者として国連から追放される様に要求する為に、クメール・ルージュとの関係を断った。クメール・ルージュは新しい全面的な組織を作ろうとした。それはつまり、カンプチア愛国民主大民族連合戦線を設立する事であったが、評判が地に落ちた「民主カンプチア」体制を再正統化する事は、当初は殆ど成功しなかった。
しかしながら、1982年6月までに、シハヌークとフンシンペックは、クメール・ルージュと結成した民主カンプチア連合政府に再加入していた。その政府は、中国やアメリカとASEANの支援で国際連合の議席を有していた。第三の連立相手はソン・サンのクメール人民民族解放戦線であった。